# Varallo Pombia
Varallo Pombia är en ort och kommun i provinsen Novara i regionen Piemonte i Italien. Kommunen hade 4 914 invånare (2018).